# Mistrzostwa Rumunii w piłce nożnej (1927/1928)
Mistrzostwa Rumunii 1927/1928 – 16. sezon najwyższej klasy rozgrywkowej w Rumunii. Tytuł zdobyła drużyna Colțea Braszów, pokonując w finale zespół Jiul Lupeni. Mistrzostwa były rozgrywane systemem pucharowym.

## Uczestniczące zespoły
| Region     | Klub                           |
| ---------- | ------------------------------ |
| Arad       | Jiul Lupeni                    |
| Braszów    | Colțea Braszów                 |
| Bukareszt  | Olimpia Bukareszt              |
| Czerniowce | Polonia Czerniowce             |
| Kiszyniów  | Mihai Viteazul Kiszyniów       |
| Kluż       | România Kluż                   |
| Krajowa    | Craiovan Krajowa               |
| Gałacz     | Dacia Vasile Alecsandri Gałacz |
| Jassy      | Concordia Jassy                |
| Oradea     | Stăruința Oradea               |
| Sibiu      | Șoimii Sibiu                   |
| Timișoara  | Chinezul Timișoara             |

## Wyniki rundy finałowej
| Gospodarz                      | – | Gość              | Wynik          |
| ------------------------------ | - | ----------------- | -------------- |
| Dacia Vasile Alecsandri Gałacz | – | Olimpia Bukareszt | 2:4 (1:1, 2:2) |
| România Kluż                   | – | Stăruința Oradea  | 3:2 (2:2)      |
| Craiovan Krajowa               | – | Șoimii Sibiu      | 2:4 (2:2)      |
| Mihai Viteazul Kiszyniów       | – | Concordia Jassy   | 9:1 (5:0)      |

### Ćwierćfinały
| Gospodarz                | – | Gość               | Wynik                          |
| ------------------------ | - | ------------------ | ------------------------------ |
| Mihai Viteazul Kiszyniów | – | Polonia Czerniowce | 5:2 (2:1)                      |
| Olimpia Bukareszt        | – | Colțea Braszów     | 2:3 (0:1, 2:2)                 |
| Șoimii Sibiu             | – | Chinezul Timișoara | 2:2 (1:2, 2:2), 4:3 (0:2, 3:3) |
| România Kluż             | – | Jiul Lupeni        | 0:2 (0:0)                      |

### Półfinały
| Gospodarz      | – | Gość                     | Wynik     |
| -------------- | - | ------------------------ | --------- |
| Colțea Braszów | – | Mihai Viteazul Kiszyniów | 6:4 (3:2) |
| Jiul Lupeni    | – | Șoimii Sibiu             | 1         |

### Finał
| Gospodarz      | – | Gość        | Wynik     |
| -------------- | - | ----------- | --------- |
| Colțea Braszów | – | Jiul Lupeni | 3:2 (2:1) |